# بريتاني ميرفي
بريتاني آن مورفي-مونجاك (بالإنجليزية: Brittany Murphy)(الاسم عند الولادة: بيرتولوتي؛ 10 نوفمبر 1977 – 20 ديسمبر 2009) هي ممثلة ومغنية أمريكية، عُرفت بأعمالها في مجالي الكوميديا والدراما.
وُلدت مورفي في مدينة أتلانتا، وانتقلت إلى لوس أنجلوس في سن المراهقة لتبدأ مسيرتها المهنية في التمثيل. جاءت انطلاقتها الحقيقية عندما شاركت بدور "تاي فريزر" في فيلم عديمة الخبرة (1995)، تلاه ظهورها في أفلام مستقلة مثل الطريق السريع (1996)، كما قدمت أول ظهور لها على مسرح برودواي عام 1997 في مسرحية منظر من الجسر. أنهت عقد التسعينيات بأدوار مساعدة في أفلام مثل فتاة، قوطعت (1999) وجميلة حتى الموت (1999). كما أدّت صوت "لويان بلاتر" في مسلسل الرسوم المتحركة ملك التل طوال فترة عرضه الأصلية (1997–2010).
حظيت مورفي بإشادة نقدية واسعة في أوائل العقد الأول من القرن الحادي والعشرين من خلال مشاركاتها في عدة أفلام بارزة، مثل لا تنطقي بكلمة (2001)، ركوب السيارات مع الفتيات (2001)، والطريق الثامن (2002). من بين أعمالها الأخرى اللافتة: شلالات الكرز (2000)، مخدَّر (2002)، تزوجنا للتو (2003)، فتيات الحي الراقي (2003)، المفكرة السوداء الصغيرة (2004)، مدينة الخطيئة (2005)، والقدم السعيدة (2006).
في 20 ديسمبر 2009، توفيت مورفي عن عمر ناهز 32 عامًا في ظروف مثيرة للجدل. وأرجع تقرير الطب الشرعي سبب الوفاة إلى الالتهاب الرئوي، الذي تفاقم نتيجة فقر الدم.

## النشأة
وُلدت بريتاني آن بيرتولوتي في مستشفى جورجيا المعمداني بمدينة أتلانتا، لوالديها شارون كاثلين مورفي وأنجيلو جوزيف بيرتولوتي، اللذين انفصلا عندما كانت في الثالثة من عمرها. نشأت بريتاني على يد والدتها في مدينة إديسون، نيو جيرسي [الإنجليزية]. وخلال تلك الفترة، قبض على والدها أنجيلو بتهم تتعلق بحيازة المخدرات، فقضى 12 عامًا في السجن؛ كما كانت له علاقات بالمافيا الإيطالية، حيث عمل كرجل أعمال ودبلوماسي لصالح عائلات الجريمة المنظمة.
ذكرت لاحقًا أن والدتها كانت تعاني من مشاكل مالية، ما اضطرهما إلى تناول المعكرونة يوميًا، وقالت إنها اضطرت في بعض الأحيان إلى التوسل لوالدتها كي تشتري لها ملابس من متجر كمارت. وقد فسّرت لاحقًا هذا الجانب من حياتها كأحد الأسباب وراء اهتمامها البالغ بقضايا التشرد، كما ورد في مقابلة لها مع مجلة غلامور في فبراير 2003.
في عام 1991، وقبل أن تبدأ المرحلة الثانوية، انتقلت العائلة إلى لوس أنجلوس لتتمكن بريتاني من متابعة مسيرتها التمثيلية. وقالت مورفي إن والدتها لم تحاول أبدًا كبح جماح إبداعها، وكانت ترى فيها أحد العوامل الحاسمة في نجاحها لاحقًا، إذ صرّحت: "عندما طلبت من أمي الانتقال إلى كاليفورنيا، باعت كل ما تملك وانتقلت إلى هنا من أجلي. كانت تؤمن بي دائمًا."
تنحدر والدتها من أصول أيرلندية وسلوفاكية، بينما ينحدر والدها من أصول إيطالية. وقد نشأت مورفي على المذهب المعمداني، ثم أصبحت لاحقًا مسيحية غير طائفية. كان لها شقيقان غير شقيقين يكبرانها سنًا، وأخت غير شقيقة تصغرها.

## حياتها الشخصية
في أواخر عام 2002، دخلت بريتاني مورفي في علاقة عاطفية مع الممثل أشتون كوتشر، زميلها في بطولة فيلم (متزوجان للتو)، ثم خُطبت لاحقًا إلى جيف كوتنتز. وفي ديسمبر 2005، خُطبت مرة أخرى للمنتج جو مكلسو، الذي تعرفت عليه خلال تصوير فيلم (الكتاب الأسود الصغير)، لكن الخطوبة انتهت في أغسطس 2006. وفي مايو 2007، تزوجت مورفي من كاتب السيناريو البريطاني سايمون مونجاك، في حفل يهودي خاص أُقيم في لوس أنجلوس. وخلال السنوات الثلاث والنصف الأخيرة من حياتها، عاشت مورفي مع زوجها ووالدتها في المنزل نفسه.

## وفاتها
عند الـ 8:00 صباحًا في العشرين من ديسمبر 2009 تلقت إطفائية لوس أنجلوس استغاثة طوارئ في المنزل الذي تقطنه ميرفي مع زوجها مونجاك. حيث وُجدت فاقدة الوعي داخل حوض الاستحمام. تم اسعافها إلى «مركز سيدار سايناي الطبي» حيث أُعلن أنها وصلت متوفية عند الـ 10:04 بعد دخولها في غيبوبة. حدثت الوفاة نتيجة مضاعفات مرض ذات الرئة وربما نتيجة تناول بعض الأدوية بالرغم من أنه لم يعثر على أي أدوية غير قانونية كانت قد تناولتها الممثلة. مورفي دفنت في منتزه فورست لاون التذكاري في الرابع والعشرين من ديسمبر 2009.

## أعمال

### أفلام
- دروب ديد غورجيس (1999)
- فتاة، قوطعت (1999)
- تريكسي (2000)
- أرصفة نيويورك (2001)
- لا تتفوه بكلمة (2001)
- 8 أميال (2002)
- متزوجان للتو (2003)
- آب تاون جيرلز (2003)
- مدينة الخطيئة (2005)
- الأقدام المرحة (2006)
- فيوتشوراما:الوحش مع مليار مؤخرة (2008)
- الغرفة المقابلة (2009)
- المهجورة (2010)

### مسلسلات
- ميرفي براون (1991)
- عائلة توركلسون (1993)
- فرايجر (1994)
- بوي ميتس ورلد (1995)
- سي كويست دي إس في (1995)
- كينغ أوف ذا هيل (1997–2009)

## روابط خارجية
- بريتاني ميرفي على موقع IMDb (الإنجليزية)
- بريتاني ميرفي على موقع روتن توميتوز (الإنجليزية)
- بريتاني ميرفي على موقع قاعدة بيانات الأفلام العربية
- بريتاني ميرفي على موقع ألو سيني (الفرنسية)
- بريتاني ميرفي على موقع ميوزك برينز (الإنجليزية)
- بريتاني ميرفي على موقع تيرنر كلاسيك موفيز (الإنجليزية)
- بريتاني ميرفي على موقع أول موفي (الإنجليزية)
- بريتاني ميرفي على موقع بوكس أوفيس موجو (الإنجليزية)
- بريتاني ميرفي على موقع قاعدة بيانات برودواي على الإنترنت (الإنجليزية)
- بريتاني ميرفي على موقع قاعدة بيانات الأفلام السويدية (السويدية)